# Чемпионы мира по шахматам

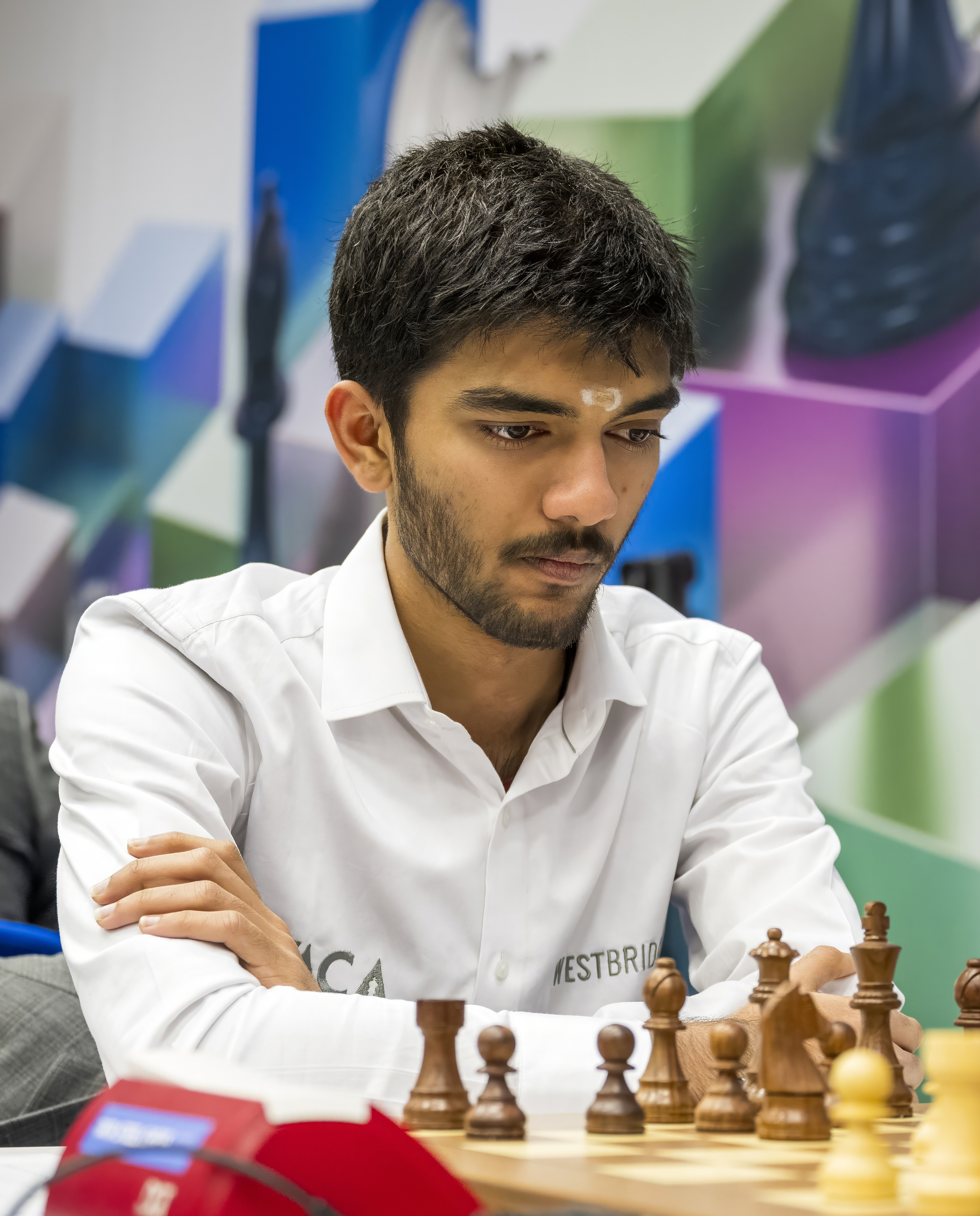
Доммараджу Гукеш, действующий чемпион мира с 2024 года.

Восемнадцатым и действующим чемпионом мира по шахматам с 2024 года является Доммараджу Гукеш. Первым официальным чемпионом мира по шахматам стал Вильгельм Стейниц в 1886 году. С 1948 года организацией матчей за первенство мира стала заниматься Международная шахматная федерация (ФИДЕ).
В 1993 году в результате разногласий с ФИДЕ Гарри Каспаров организовал Профессиональную шахматную ассоциацию (ПША). В ответ на это ФИДЕ лишила его звания чемпиона, разыграв шахматную корону между другими претендентами. В результате этих событий в мире появились два чемпиона: Гарри Каспаров — по версии ПША и Анатолий Карпов, выигравший матч под эгидой ФИДЕ.
В 2006 году состоялся объединительный матч между чемпионом по версии ФИДЕ Веселином Топаловым и чемпионом по «классическим шахматам» Владимиром Крамником, в результате которого определился абсолютный чемпион мира — им стал Крамник.

## Сильнейшие шахматисты до 1886 года
Официально звание «чемпион мира по шахматам» впервые получил Вильгельм Стейниц в 1886 году. Но и до этого момента на Западе существовали шахматисты, признаваемые сильнейшими.
| Годы чемпионства     | Чемпион                     | Годы жизни            | Страна                     |
| -------------------- | --------------------------- | --------------------- | -------------------------- |
| около 1495           | Луис Рамирес Лусена         | ок. 1465 — ок. 1530   | Испания                    |
| 1560—1575            | Руй Лопес де Сегура         | ок. 1540 — ок. 1580   | Испания                    |
| 1575—1587            | Джованни Леонардо да Кутри  | 1542—1587             | Неаполитанское королевство |
| 1619—1634            | Джоакино Греко              | 1600—1634             | Неаполитанское королевство |
| 1747—1795            | Франсуа-Андре Филидор       | 07.09.1726—31.08.1795 | Франция                    |
| 1820—1840            | Луи Шарль Маэ де Лабурдонне | 1785—13.12.1840       | Франция                    |
| 1843—1851            | Говард Стаунтон             | ок. 1810—22.06.1874   | Великобритания             |
| 1851—1858, 1862—1866 | Адольф Андерсен             | 06.07.1818—13.03.1879 | Пруссия                    |
| 1858—1862            | Пол Чарльз Морфи            | 22.06.1837—10.07.1884 | США                        |
| 1866—1886            | Вильгельм Стейниц           | 14.05.1836—12.08.1900 | Австро-Венгрия             |

Следует заметить, что перечисленные шахматисты, за исключением последних трёх, могут считаться сильнейшими лишь условно — до середины XIX века не проводилось достаточно представительных турниров, результаты которых могли бы дать возможность объективно сравнить между собой большинство сильнейших шахматистов мира.
Первый крупный международный шахматный турнир, собравший большинство сильнейших игроков планеты, состоялся лишь в 1851 году в Лондоне, и только на нём появилась реальная возможность на практике сравнить игру сильнейших игроков многих стран. Именно поэтому, рассказывая о звании чемпиона мира, историю обычно начинают с Адольфа Андерсена, победившего на этом турнире.

## История

### Официальные чемпионы мира (1886—1993)
По всей видимости, впервые выражение «матч на первенство мира» было употреблено в договоре о матче между Вильгельмом Стейницем и Иоганном Цукертортом. Именно с этого момента принято отсчитывать официальное звание «чемпион мира по шахматам». Однако до 1948 года матчи проводились безо всякой системы: чемпион сам определял своего соперника, формат матча и время его проведения.
В 1948 году, через два года после внезапной смерти Александра Алехина, которая оставила мир без шахматного короля, ФИДЕ организовала матч-турнир пяти сильнейших гроссмейстеров того времени, в котором и определился новый чемпион. С тех пор и вплоть до 1993 года ФИДЕ полностью управляла ходом розыгрыша звания чемпиона мира. Чемпиону вменялось в обязанность защищать свой титул раз в три года в матче с победителем претендентского цикла. В случае проигрыша ему предоставлялось право на матч-реванш. Михаил Ботвинник дважды успешно его использовал после поражений от Василия Смыслова и Михаила Таля. Однако в 1963 году, когда Ботвинник проиграл Тиграну Петросяну, это право было отменено, а начинать «с нуля» Ботвинник не захотел.
В 1975 году Роберт Фишер не стал защищать свой титул (после того как ФИДЕ отказалась изменить некоторые условия проведения матча), и он достался победителю претендентского цикла Анатолию Карпову.

### «Раскол» (1993—2006)
Вскоре после того, как Гарри Каспаров стал чемпионом, Советский Союз, в котором спортивная деятельность чётко регламентировалась, распался. Это дало чемпиону бо́льшую свободу действий. В 1993 году Каспаров и претендент Найджел Шорт обвинили ФИДЕ в коррупции и отсутствии профессионализма, вышли из этой организации и основали Профессиональную шахматную ассоциацию (ПША), под эгидой которой и сыграли свой матч. Поскольку Шорт был англичанином, а матч проходил в Лондоне, в Англии началось нечто вроде шахматной лихорадки. Однако Каспаров убедительно сокрушил Шорта, и интерес к шахматам в Соединённом Королевстве быстро угас.
ФИДЕ объявила о лишении Каспарова звания чемпиона мира и разыграла его между Карповым (проиграл Шорту в полуфинале турнира претендентов) и Яном Тимманом (проиграл Шорту в финале турнира претендентов). Карпов одержал победу. В результате появилось два чемпиона мира по шахматам: Карпов — по версии ФИДЕ, и Каспаров — по версии ПША.
Каспаров защитил свой титул в 1995 году в матче с Вишванатаном Анандом, который прошёл отбор, очень похожий на тот, который применялся ФИДЕ. Предполагалось, что следующим соперником Каспарова будет Алексей Широв, выигравший матч у Владимира Крамника, однако эти планы не были осуществлены. Не состоялся и повторный матч с Анандом. ПША прекратила своё существование, лишившись спонсоров, и Каспаров решил, что будет отстаивать свой титул в матче с наиболее достойным, по его собственному мнению, претендентом. Но в течение следующих двух лет Каспаров так ни разу и не защитил свой титул. Лишь в 2000 году возможность сыграть против Каспарова получил Владимир Крамник.
Крамник выиграл этот матч, став очередным чемпионом мира. Поскольку ПША уже не существовала, этот вариант титула стали называть «чемпион мира по классической версии», согласно которой звание чемпиона мира может быть получено лишь путём победы в матче над действующим чемпионом мира.
ФИДЕ тем временем провела ещё один чемпионат по традиционной системе (Карпов защитил свой титул в матче с Гатой Камским), однако уже в 1996 году решила изменить схему розыгрыша и устроила большой турнир по нокаут-системе, в котором большое количество игроков играло короткие матчи друг с другом. Если такой матч не определял победителя, то устраивалось несколько дополнительных партий с укороченным временем. Многие были недовольны такой схемой, прежде всего из-за того, что укороченное время не могло не отразиться на качестве партий. Каспаров и Крамник не захотели участвовать в турнирах подобного рода. Однако среди гроссмейстеров менее высокого уровня нокаут-система пользовалась определённой поддержкой, поскольку позволяла каждому из них побороться за звание чемпиона мира и обеспечивала заработок даже при выбывании из первого круга.
В первом таком турнире по нокаут-системе Карпов, как действующий чемпион, был «вне очереди» допущен в финал (и защитил свой титул). Но впоследствии было решено, что чемпион не может иметь каких-либо привилегий и должен участвовать в нокаут-турнире наравне с претендентами. Карпов отказался играть по таким правилам, и в 1999 титул чемпиона мира по версии ФИДЕ достался Александру Халифману, в 2000 — Вишванатану Ананду, в 2002 — Руслану Пономарёву, а в 2004 — Рустаму Касымджанову.
К 2002 году шахматы оказались в очень затруднительном положении. Мало того, что было два чемпиона мира (Крамник и Пономарёв), многие считали сильнейшим шахматистом планеты Гарри Каспарова, который имел самый высокий в мире рейтинг Эло и выиграл ряд крупных турниров. Американский гроссмейстер Яссер Сейраван вынес на обсуждение так называемые «Пражские соглашения», целью которых было объединение двух линий. Крамник к этому моменту организовал турнир претендентов, выигранный венгром Петером Леко. Сейраван предложил сначала провести матчи Крамник-Леко и Пономарёв-Каспаров, а затем разыграть звание абсолютного чемпиона между их победителями.
Однако проведение объединительных матчей столкнулось с серьёзными финансовыми трудностями. Матч Крамник-Леко состоялся только в конце 2004 года, а ФИДЕ так и не сумела провести матч между своим чемпионом Пономарёвым (позже Касымджановым) и Каспаровым. Разочарованный ситуацией, сложившейся в шахматах, Каспаров оставил активную игру в 2005 году, всё ещё обладая на тот момент самым высоким рейтингом в мире.
В 2005 году ФИДЕ решила проводить очередной чемпионат не по нокаут-системе и устроила вместо этого двухкруговой турнир. И Каспаров, и Крамник отказались от участия в нём, а победителем (и новым чемпионом по версии ФИДЕ) стал Веселин Топалов.
При учёте хронологии присуждения звания чемпиона мира по шахматам ряд авторов книг по теории и истории шахмат отдавали предпочтение чемпионам мира по версии ПША / «классическим» шахматам. Так, Дэвид Норвуд в своей книге «Начальный курс шахмат», переведённой на русский язык и изданной в России в начале 2000-х годов, указал чемпионами мира во время раскола и Гарри Каспарова, и Владимира Крамника.

### Объединение (с 2006 года)
Наконец, в 2006 году была достигнута договорённость об объединительном матче между Топаловым и Крамником. Матч прошёл в сентябре 2006 года и закончился победой Крамника, который, таким образом, стал абсолютным чемпионом мира. Монополия ФИДЕ на проведение чемпионата мира была восстановлена, следующий чемпионат прошёл в сентябре 2007 года в Мехико в виде кругового турнира, в котором участвовали 8 игроков: Крамник, четверо финалистов турнира претендентов и трое гроссмейстеров с наиболее высоким рейтингом. Крамник в нём проиграл официальное звание чемпиона мира Вишванатану Ананду, однако, несмотря на формальное окончание «хаоса», часть шахматного мира продолжала считать Крамника чемпионом мира по классической версии, поскольку он не был побеждён в матче. В октябре 2008 года в Бонне Крамник проиграл Ананду матч на первенство мира со счётом 4½: 6½, после чего потеря им чемпионского звания стала бесспорной.
Вишванатан Ананд отстоял звание чемпиона в мае 2010 год в матче с болгарским претендентом Веселином Топаловым (счёт 6,5:5,5) и в мае 2012 года в матче с израильским претендентом Борисом Гельфандом (6:6 в основном матче; 2,5:1,5 на тай-брейке). В 2013 году Вишванатан Ананд проиграл матч в Ченнаи и уступил звание чемпиона норвежскому претенденту Магнусу Карлсену.
Магнус Карлсен четырежды отстоял свой титул: в 2014 году в Сочи против Вишванатана Ананда, в 2016 году — в Нью-Йорке в матче против Сергея Карякина, в 2018 году — в Лондоне в матче против Фабиано Каруана, в 2021 году в Дубае в матче против Яна Непомнящего. Карлсен отказался защищать свой титул ещё раз; матч за звание чемпиона мира по шахматам 2023 прошёл без его участия, и победивший в матче Дин Лижэнь стал следующим чемпионом мира.

## Список чемпионов
| №                            | №                | Годы чемпионства              | Годы чемпионства              | Портрет                            | Портрет                            | Чемпион               | Чемпион               | Страна                               | Страна                               |
| ---------------------------- | ---------------- | ----------------------------- | ----------------------------- | ---------------------------------- | ---------------------------------- | --------------------- | --------------------- | ------------------------------------ | ------------------------------------ |
| Чемпионы с 1886 по 1993 годы |                  |                               |                               |                                    |                                    |                       |                       |                                      |                                      |
| 1                            | 1                | 1886—1894                     | 1886—1894                     | (14 мая 1836 — 12 августа 1900)    | (14 мая 1836 — 12 августа 1900)    | Вильгельм Стейниц     | Вильгельм Стейниц     | Австро-Венгрия · США                 | Австро-Венгрия · США                 |
| 2                            | 2                | 1894—1921                     | 1894—1921                     | (24 декабря 1868 — 11 января 1941) | (24 декабря 1868 — 11 января 1941) | Эмануил Ласкер        | Эмануил Ласкер        | Германская империя                   | Германская империя                   |
| 3                            | 3                | 1921—1927                     | 1921—1927                     | (19 ноября 1888 — 8 марта 1942)    | (19 ноября 1888 — 8 марта 1942)    | Хосе Рауль Капабланка | Хосе Рауль Капабланка | Куба                                 | Куба                                 |
| 4                            | 4                | 1927—1935 1937—1946           | 1927—1935 1937—1946           | (31 октября 1892 — 24 марта 1946)  | (31 октября 1892 — 24 марта 1946)  | Александр Алехин      | Александр Алехин      | Российская империя · РСФСР · Франция | Российская империя · РСФСР · Франция |
| 5                            | 5                | 1935—1937                     | 1935—1937                     | (20 марта 1901 — 26 ноября 1981)   | (20 марта 1901 — 26 ноября 1981)   | Макс Эйве             | Макс Эйве             | Нидерланды                           | Нидерланды                           |
| 6                            | 6                | 1948—1957 1958—1960 1961—1963 | 1948—1957 1958—1960 1961—1963 | (17 августа 1911 — 5 мая 1995)     | (17 августа 1911 — 5 мая 1995)     | Михаил Ботвинник      | Михаил Ботвинник      | СССР                                 | СССР                                 |
| 7                            | 7                | 1957—1958                     | 1957—1958                     | (24 марта 1921 — 27 марта 2010)    | (24 марта 1921 — 27 марта 2010)    | Василий Смыслов       | Василий Смыслов       | СССР                                 | СССР                                 |
| 8                            | 8                | 1960—1961                     | 1960—1961                     | (9 ноября 1936 — 28 июня 1992)     | (9 ноября 1936 — 28 июня 1992)     | Михаил Таль           | Михаил Таль           | СССР                                 | СССР                                 |
| 9                            | 9                | 1963—1969                     | 1963—1969                     | (17 июня 1929 — 13 августа 1984)   | (17 июня 1929 — 13 августа 1984)   | Тигран Петросян       | Тигран Петросян       | СССР                                 | СССР                                 |
| 10                           | 10               | 1969—1972                     | 1969—1972                     | (30 января 1937 — 27 февраля 2025) | (30 января 1937 — 27 февраля 2025) | Борис Спасский        | Борис Спасский        | СССР · Франция · Россия              | СССР · Франция · Россия              |
| 11                           | 11               | 1972—1975                     | 1972—1975                     | (9 марта 1943 — 17 января 2008)    | (9 марта 1943 — 17 января 2008)    | Роберт Фишер          | Роберт Фишер          | США                                  | США                                  |
| 12                           | 12               | 1975—1985                     | 1975—1985                     | (род. 23 мая 1951)                 | (род. 23 мая 1951)                 | Анатолий Карпов       | Анатолий Карпов       | СССР · Россия                        | СССР · Россия                        |
| 13                           | 13               | 1985—1993                     | 1985—1993                     | (род. 13 апреля 1963)              | (род. 13 апреля 1963)              | Гарри Каспаров        | Гарри Каспаров        | СССР · Россия · Хорватия             | СССР · Россия · Хорватия             |
| Чемпионы с 1993 по 2006      |                  |                               |                               |                                    |                                    |                       |                       |                                      |                                      |
| По версии ФИДЕ               | По версии ФИДЕ   | По версии ФИДЕ                | По версии ФИДЕ                | По версии ФИДЕ                     | По версии ПША                      | По версии ПША         | По версии ПША         | По версии ПША                        | По версии ПША                        |
| №                            | Годы чемпионства | Портрет                       | Чемпион                       | Страна                             | №                                  | Годы чемпионства      | Портрет               | Чемпион                              | Страна                               |
| 12                           | 1993—1999        | (род. 23 мая 1951)            | Анатолий Карпов               | Россия                             | 13                                 | 1993—2000             | (род. 13 апреля 1963) | Гарри Каспаров                       | Россия                               |
| 14                           | 1999—2000        | (род. 18 января 1966)         | Александр Халифман            | Россия                             | 13                                 | 1993—2000             | (род. 13 апреля 1963) | Гарри Каспаров                       | Россия                               |
| 15                           | 2000—2002        | (род. 11 декабря 1969)        | Вишванатан Ананд              | Индия                              | 14                                 | 2000—2006             | (род. 25 июня 1975)   | Владимир Крамник                     | Россия                               |
| 16                           | 2002—2004        | (род. 11 октября 1983)        | Руслан Пономарёв              | Украина                            | 14                                 | 2000—2006             | (род. 25 июня 1975)   | Владимир Крамник                     | Россия                               |
| 17                           | 2004—2005        | (род. 5 декабря 1979)         | Рустам Касымджанов            | Узбекистан                         | 14                                 | 2000—2006             | (род. 25 июня 1975)   | Владимир Крамник                     | Россия                               |
| 18                           | 2005—2006        | (род. 15 марта 1975)          | Веселин Топалов               | Болгария                           | 14                                 | 2000—2006             | (род. 25 июня 1975)   | Владимир Крамник                     | Россия                               |
| Чемпионы с 2006              |                  |                               |                               |                                    |                                    |                       |                       |                                      |                                      |
| 14                           | 14               | 2006—2007                     | 2006—2007                     | (род. 25 июня 1975)                | (род. 25 июня 1975)                | Владимир Крамник      | Владимир Крамник      | Россия                               | Россия                               |
| 15                           | 15               | 2007—2013                     | 2007—2013                     | (род. 11 декабря 1969)             | (род. 11 декабря 1969)             | Вишванатан Ананд      | Вишванатан Ананд      | Индия                                | Индия                                |
| 16                           | 16               | 2013—2023                     | 2013—2023                     | (род. 30 ноября 1990)              | (род. 30 ноября 1990)              | Магнус Карлсен        | Магнус Карлсен        | Норвегия                             | Норвегия                             |
| 17                           | 17               | 2023—2024                     | 2023—2024                     | (род. 24 октября 1992)             | (род. 24 октября 1992)             | Дин Лижэнь            | Дин Лижэнь            | Китай                                | Китай                                |
| 18                           | 18               | 2024 — н. в.                  | 2024 — н. в.                  | (род. 29 мая 2006)                 | (род. 29 мая 2006)                 | Доммараджу Гукеш      | Доммараджу Гукеш      | Индия                                | Индия                                |

## Рекорды
- Дольше всех чемпионом был Эмануил Ласкер (27 лет — с 1894 по 1921 год). Он же выиграл наибольшее число матчей за звание чемпиона мира — 7 (включая матч 1909 года, который некоторыми историками шахмат не считается официальным)[6].
- Единственный шахматист, который умер, будучи действующим чемпионом, — Александр Алехин.
- Чемпионы мира, которые потеряли своё звание, отказавшись играть с претендентом, — Роберт Фишер и Магнус Карлсен. Впоследствии Роберт Джеймс Фишер заявлял, что продолжает считать себя чемпионом, поскольку не был побеждён, а свой коммерческий «матч-реванш» с Борисом Спасским в 1992 году, в котором он одержал победу, называл матчем на первенство мира.
- Единственный официальный чемпион мира, который не сыграл ни одной партии со своим предшественником, — Анатолий Карпов. Он же — единственный общепризнанный чемпион, который ни разу не выигрывал ни одного матча за это звание у другого чемпиона мира (не считая Вильгельма Стейница, бывшего первым официальным чемпионом и не имевшего предшественника).
- Старше всех чемпионов был на момент завоевания этого титула Вильгельм Стейниц. Он завоевал этот титул в 50 лет, но неофициально считался сильнейшим игроком с 30, когда победил в матче Адольфа Андерсена.
- Наибольшее количество раз чемпионом мира становился Михаил Ботвинник. Он стал чемпионом мира трижды: впервые в 1948 году, затем дважды проигрывал звание и возвращал его в матче-реванше. При этом не выиграл ни одного матча на первенство мира, будучи в ранге чемпиона мира (ничьи с Д. Бронштейном и В. Смысловым, проигрыши В. Смыслову, М. Талю и Т. Петросяну).
- Больше всего матчей за звание чемпиона мира по шахматам между собой провели Карпов и Каспаров — эта пара гроссмейстеров пять раз встречалась в матчах за шахматную корону (три матча выиграл Каспаров, один завершился вничью, один был остановлен при лидерстве Карпова (в нём было сыграно 48 партий, счёт при остановке был 5-3)). Следующие за ними — Ботвинник и Смыслов, между которыми состоялось три матча (кроме того, они встречались в рамках матча-турнира 5 гроссмейстеров в 1948 году. Один матч (а также матч-турнир) выиграл Ботвинник, один — Смыслов, один матч завершился вничью). По партиям общий счёт у них равный: считая матч-турнир 1948 года, каждый выиграл по 18 партий, и 38 закончились вничью.
- Наименьшее количество лет — 14, — понадобилось, чтобы стать чемпионом мира, Михаилу Талю (научился играть в 10, а чемпионом стал в 24). Не учитывается Руслан Пономарёв, ставший чемпионом в возрасте 18 лет. Во сколько именно он научился играть — неизвестно, но если ему было больше 4 лет — то фаворит именно он. Для сравнения: Михаилу Ботвиннику понадобилось 25 лет, Гарри Каспарову — 15, Роберту Джеймсу Фишеру — 23.
- Единственный шахматист, который завоёвывал титул чемпиона и отстаивал его в соревнованиях с тремя разными форматами — Вишванатан Ананд. Он становился чемпионом в турнире по нокаут-системе (2000 г.) и в круговом турнире (2007 г.), а также отстаивал титул в матчах (2008 — с Крамником, 2010 — с Топаловым, 2012 — с Борисом Гельфандом). Кроме того, Вишванатан Ананд участвовал в матчах на первенство мира по обеим версиям в период раскола, а также за абсолютный титул после объединения.